# Smålands runinskrifter 33
Sm 33 är en vikingatida runsten i Hamneda, Ljungby kommun, i Småland. Runstenen hittades 1894 tillsammans med Sm 32 i samband med att byns medeltida kyrka revs. Stenens nedre del förstördes då av ett dynamitskott varför texten är fragmentarisk. De båda stenarna är idag placerade utanför prästgården på ett gravfält från järnåldern.

## Inskriften
Translitterering av runraden:
… …--i : stina : þasi : iftiʀ : þurmar : bruþur sin : ha… … uaʀ : man… …
Normalisering till runsvenska:
… … stæina þessi æftiʀ Þormar, broður sinn. Ha[nn] … vaʀ mann[a] …
Översättning till nusvenska:
… dessa stenar efter Tormar, sin broder. Han var av män …